# 하나와 호키치
하나와 호키치(塙保己一, 1746년 6월 23일~1821년 10월 7일)는 에도 시대의 일본의 유명한 눈먼 학자이자 승려이다. 아명은 병인(丙寅)을 바탕으로 "도라노스케"(寅之助), 실명 이후로는 일본어로 "다쓰노스케"(辰之助)라고 이름을 바꾼다.
또 한때 다문방 (多聞房, 타몬보오)이라고도 자칭하기도 했다. 아메토미 검교(雨富検校)의 제자로 입문한 뒤로부터는 센야(千弥, せんや), 호키노이치(保木野一, ほきのいち), 호키이치(保己一, ほきいち)라고 개명하기도 했다. 〈군서유종〉,〈속군서류종〉의 편찬자이기도 하다. 총 벼슬은 증 정4위였다.
넷째 아들은 일본의 학자인 하나와 타다토미이다.

## 생애
무사시국 고다마군 호키노무라(保木野村, 현재의 사이타마현 혼죠시 코다마마치 호키노)에서 태어났다. 하나와는 스승인 아메토미 검교의 본성을 사용한 것으로, 오기노 씨(荻, おぎの) 출신을 나타내는 것이다. 이 가문은 근세에 귀농한 농민의 가계라고 한다. 아버지는 우베에(宇兵衛), 어머니는 카미군 키도무라(加美郡木戸村, 현재의 카미자토마치 후지키도上里町藤木戸)의 명주 사이토 리자에몬가의 딸 우에몬이 있다.
호키치는 5살 때 장님이 되었다. 그는 여러 명인으로부터 역사, 문학, 의학 및 법학을 배웠다. 그중 하나가 가모노 마부치였다. 호키치는 〈군서유종〉(群書類従, ぐんしょるいじゅう)을 편집했다.

### 유년기
호키치는 어린 시절부터 몸이 가냘프고 젖먹이도 약해 건강하지 못하였다. 식물을 좋아하고 해당 분야에 비상하였다고 한다. 5살이 되었을 때 신경질환(위장병)에 걸리게 된 것이 원인이 되어, 눈의 통증이나 눈곱의 증상이 나타나며 점점 시력이 약해졌다가, 7세가 되던 해 봄에 실명해버린다. 어느 날, 토라노스케의 이야기를 들은 수험자(ja:山伏)가 태어난 해와 이름 두 쪽 모두를 바꾸지 못한다면 눈이 회복되지 않는다고 진언하였다. 그래서 이름을 토라노스케(辰之助)로 바꾸고, 나이를 두 살 더 먹게 된 것이었다. 하지만, 눈병이나 눈곱은 낫게 되었지만 시력은 돌아오지 못했다. 그 이후, 수험자의 정각방(正覚房)에 제자로 들어가 타몬보오(多聞房)이라는 이름을 얻어도 시력은 여전히 돌아오지 않았다. 손바닥에다가 손가락으로 글자를 받아 글을 외웠다. 또한 손으로 물체의 모양을 만져보고 냄새를 맡아 식물을 알아 볼 수 있었다. 눈이 보이지 않았지만 스님이나 가족들에게서 들은 이야기는 결코 잊어버리는 법이 없었으며 토씨 하나 틀리지 않고 말할 수 있었을 정도로 기억력이 좋았다고 한다. 10세가 되었을 때, 에도에 학문을 쌓아 훌륭한 사람이 되고 싶다는 생각을 하게 되었지만 부모님께서 반대하실까 고민하게 되었다. 호레키 7년（1757년）6월 13일, 호키치의 어머니가 과로와 심장통증으로 사망하게 되었다. 그는 자신의 어머니의 유품을 삼아 손바느질 주머니를 받는다. 주머니에는 23문입(文入)이 있었다. 호레키 8년 (1758년), 비단 상인에게〈태평기읽기(太平記読み)〉로 살고 있는 사람의 이야기를 듣고, 에도에서 학문을 하고 싶다는 욕구를 들끓게 하였다.

### 에도에 나가 학문을 시작할 때까지
호레키 10년(1760년), 15세(나이를 2세 빼서 13세로 표기하는 경우도 존재한다.)에 에도로 나가 나가시마 공림가의 에도 저택에 몸담아 일하였다. 약 3년간 맹인으로서의 수업에 투자하였다. 17세(위와 같이 2세를 빼서 15세로 표기하는 경우도 존재한다)에 맹인의 직업단체인 당도좌(当道座)의 아메토미 검교가 벼슬에 들어와이름을 천미(千弥)라고 개명하고, 안마(按摩), 침(鍼), 음곡(音曲) 등의 수업을 시작했다. 그러나 호키치는 이 두 가지 기술에 재능이 없어 숙달하지는 못했다. 여기에 좌두금(座頭金)을 도저히 징수하지 못하면서 절망하고 자살하려고까지 하였다. 자살하기 직전, 구조된 호키치는 아메토미 검교에 학문에 대한 생각을 말하였는데 "3년이 지나도 전망이 서지 않으면 고향으로 돌려보내겠다"라는 조건을 주고 넘어갔다.

### 학문의 길
호키치의 학문적 재능을 깨달은 아메토미 검교는 호키치에게 여러 가지의 학문을 배우게 하였다. 일본학, 화가(和歌)를 하기와라 슈코([萩原宗固, 백화암종고百花庵宗固)에게서, 한학(漢学), 신도를 가와시마 타카시게(川島貴林)에게서, 법률을 야마오카 마츠아케에게서, 의학을 시나가와노 토젠테라에게서, 화가를 칸인노미야에게 배웠다.
하나와 호키치는 글을 읽을 수 없으니, 다른 사람이 음독한 것을 암기하며 학문을 배워나갔다. 호키치의 학문에 대한 노력에 감동한 旗本の高井大隅守実員の奥方に、〈에이가모노가타리(栄花物語, 영화물어)〉40권을 받고, 처음으로 책을 소유하게 되었다. 훗날 아메토미 검교의 이웃의 기본, 송평직부정승이(松平織部正乗尹)(마츠다이라오리베노카미노리타다, まつだいらおりべのかみのりただ)가 강의를 받다가 사기와라 슈코의 강의를 함께 듣게 되었다. 노리타다(乗尹)는 호키치에게 체계적인 학문을 가르쳐야 할 필요를 아메토미 검교에게 설득하고, 하기와라 슈코의 문인으로서 가르침을 받게 되었다. 그리고, 슈코의 권유로 한자 한학이나 신도를 가와시마 타카시게에게, 동시에 율령을 야마오카 묘우아(山岡明阿(浚明), みょうあ) 에 가르침을 받는다. 호레키 13년(1763년)에 중분(衆分) (맹관 중 하나)가 되어, 이름을 하나와 호키치로 고친다. 메이와 3년(1766년), 아메토미 검교로부터 여행비를 받고, 아버지와 함께 이세 신궁에 참배하였다. 교토, 오사카, 스마, 아카시, 기이국 고야산등 60일 정도에 걸쳐서 여행을 했다. 메이와 6년(1769년)에 노후를 맞이하고 카모노 마부치에 입문하여, 〈육국사〉등을 배운다. 그 해 10월에 마부치가 사망하였기 때문에, 가르침을 받은 것들은 반년 정도 밖에 되지 못했다. 안에이 4년(1775년)에는 중분으로부터 곡당(勾当)으로 나아가, 하나와(塙) 라고 성을 고치고, 이름도 호키치(保己一, ほきいち)라고 바꿨다. 안에이 8年(1779년), 〈군서유종〉의 출판을 결심한다. 검교직으로 나아가기를 바랐으며, 심경을 백만 권 읽고 덴만구(天満宮)에 기원한다.

### 검교가 된 뒤
텐메이 3년(1783년)에 검교가 된다. 텐메이 4년(1784년), 일본 음악(和歌)을 히노 스케키에게 배운다. 칸세이 5년 (1793년), 막부에 토지대출을 신청하여 일본학 상담소를 개설하였으며 회독(會讀)을 시작하였다. 여기를 거점으로 하여 기록과 편지에 이르기까지 다양한 자료들을 수집하여 편찬을 한 것이〈군서유종〉(群書類従)이다. 또한 역사 사료의 편찬에도 힘을 실어 〈사료〉(史料)로 정리를 하였다. 이 〈사료〉(史料)편찬의 사업은 우여곡절이 있었지만 도쿄대학사료편찬소로 인계되어, 현재까지 이어지고 있다. 같은 곳에서 출판하고 있는 자료 〈대일본사료〉(ja:大日本史料)가 이것이다. 맹인으로서도, 간세이 7년(1795년)에는 맹인일좌(盲人一座)의 총녹직(総録職)되어 문정 2년(1805년)에는 맹인 1좌 10로가 된다. 문정 4년(1821년) 2월에 총검교가 되었으나 동년 9월에 76세로 사망하였다. 넷째 아들로 타다토미가 뒤를 이었다.
생가(사이타마현 혼조시)는 국가 사유로 지정되어 기념관도 갖고 있다. 묘소는 도쿄도 신주쿠구 와카바의 애염원에 있다.

## 하나와 호키치에 대한 일화
- 호키치는 학문의 신으로 알려진 스가와라 미치자네와 낮은 신분의 가문에서 태어난 천하통일을 이뤄낸 도요토미 히데요시를 존경했다고 한다.
- 이미 학자로 유명했던 히라타 아츠타네, 안도 누가리도 호키치의 문으로 들어갔다.(保己一の門に入った。) 〈일본외사〉를 지은 라이 산요도 호키치에게 가르침을 받길 원했다. 그 외 호키치의 제자는 나카야마 노부나, 이시와라 마사아키, 야시로 히로카타, 마츠오카 토키카타 나가노 미하루 등이 특히 유명한 학자들이다.
- 타츠노스케(辰之助, 호키치)가 에도에 나갈 때 동행하던 비단상과 함께 가던 중 "함께 출세하자" 하면서 격려하였고, 이후 그 비단 상인은 네기시 시즈모리라고 자칭하게 되었다는 출세 설화가 전해져 내려온다.
- 일본학 상담소에서 겐지모노가타리 강의를 하다가 바람이 불었는데 촛불이 꺼진 적이 있었다고 한다. 호키치는 눈이 안 보이기 때문에, 그런 줄도 모르고 강의를 계속했지만 제자들이 당황해 하자 호키치는 "촛불이 꺼진 것은 장님들에겐 불편한 것이 아니다" 라면서 농담을 던졌다고 한다.
- 2000년 온고학회회관(도쿄도 시부야구)에 등록유형문화재로 등록되었다.
- 2010년부터, 호키치의 생가가 있는 사이타마현 혼조시에 장애가 있음에도 불구하고 노력을 계속하여 사회적으로 현저한 활약을 하는 사람, 또는 장애인들을 위해 여러 가지 공헌을 하고 있는 사람에게 "하나와 호키치상"을 수여하도록 하였다. 1년에 1회 전국 공모 후 수여 하고 있다.
- 2016년, 혼조와세다역 앞에 하나와 호키치 탄생 195주년과 혼조 시-고다마 마을 10주년을 기념하여 동상이 건립되었다.

## 다른 사람들의 평가
헬렌 켈러는 일본에서 호키치의 기념관을 방문했다. 그녀는 어릴 때부터 그녀의 어머니가 하나와 호키치를 본보기로 삼으라고 교육을 받고 있었다고 했다. 1937년, 그녀는 "제가 어렸을 때 어머니가 하나와 씨가 제 본보기가 되어야한다고 말씀하셨습니다. 이곳을 방문하고, 호키치의 동상을 만지는 것은 이번 일본 여행에서 가장 의미 있는 일이었습니다. 낡은 책상과 아래를 향한 동상은 그를 더 존경하게 만들었습니다. 저는 그의 이름이 흐르는 물과 같이 대대로 전해질 것이라고 믿습니다." 라고 발언하였다.

## 저서들
- 〈花咲伝〉(44세 당시,〈신엽집〉(新葉集)을 근거로 하여 조케이 천황의 즉위가 없었음을 논증했던 서적이다.

## 참고 문헌
- 『盲目の大学者　塙保己一』社団法人　温故学会
- 『塙保己一　論算』(上・下巻)社団法人　温故学会
- 花井泰子原作　しいやみつのりマンガ『マンガ　塙保己一』星雲社

## 같이 보기
- 국학 (일본사)
- 가모노 마부치
- 일본학 상담소ja:和学講談所
- 백련초
- 야시로 히로카타(제자)
- 하나와 호키치 기념관
- 키지카오카죠 유적 (ja:雉岡城)：하나와 호키치의 기념관이 세워졌다.
- 사이타마현립 특별지원학교 하나와 호키치 학원